# Паспорт Еміратів
Паспорт Еміратів (араб. جواز السفر الإماراتي) - це проїзний документ, виданий Міністерством внутрішніх справ Об'єднаних Арабських Еміратів (ОАЕ) громадянам ОАЕ для міжнародних поїздок.
Еміратські паспорти, видані з 11 грудня 2011 року, є біометричними. ОАЕ є другою державою РСАД (після Катару), яка видає такі паспорти. 
Вартість паспорта Емірату становить 50 дирхамів ОАЕ (13,60 доларів США).

## Історія
До утворення Об'єднаних Арабських Еміратів у 1971 р. Кожен емірат, що входить до нього, видавав свої паспорти або проїзні документи. Ці документи були надруковані як арабською, так і англійською мовами, і в них часто згадувалося емірат-видавець та його керівний шейх. 

## Типи
Є низка типів паспортів Емірату:
- Звичайний паспорт (темно-синя обкладинка): видається громадянам ОАЕ.
- Спеціальний паспорт (зелена обкладинка): видається членам Федеральної національної ради, членам королівської сім'ї, високопоставленим чиновникам у відставці та членам їх сімей. Цей паспорт також може бути виданий за рішенням Верховного федеральної ради представникам еміратських держав. Цей паспорт має той же візовий режим, що і дипломатичний паспорт.
- Дипломатичний паспорт (червона обкладинка): видається дипломатам, які працюють в еміратських посольствах за кордоном, а також високопоставленим чиновникам виконавчої влади та членам їх сімей на період їх служби.
- Службовий або тимчасовий паспорт (блакитна обкладинка): видається громадянам і негромадянам на певний проміжок часу для виконання послуги або конкретного завдання, що представляє інтерес для держави. Цей паспорт, виданий негромадянам, не дає права на проживання в ОАЕ.
- Аварійний паспорт (сіра обкладинка): видається громадянам ОАЕ, які втратили паспорт за кордоном або втратили посвідчення особи в країнах Перської затоки, або строк дії їх паспорта закінчився за кордоном, або видається під час стихійного лиха чи евакуації.

### Мови
Сторінка даних/відомостей друкується двома мовами арабською та англійською у всіх полях, за винятком білого ярлика на останній сторінці в паспорті, яка містить емблему Міністерства внутрішніх справ Об'єднаних Арабських Еміратів та відображає номер військової заяви громадянина і єдиний номер.

## Візові вимоги
Візові вимоги для громадян Еміратів - це адміністративні обмеження на в'їзд, що накладаються владою інших держав на громадян ОАЕ. За даними Henley Passport Index на жовтень 2019 року, громадяни Еміратів мали безвізовий або візовий після прибуття доступ в 172 країни та території, що ставить еміратський паспорт на 15 місце у світі за свободою подорожей. Однак, згідно з Індексом паспортів, Інтернет-інструментом, який використовує дещо іншу систему рейтингу, паспорт ОАЕ посідає перше місце у світі, маючи доступ до 178 країн.
Паспорт Еміратів є одним із п’яти паспортів з найбільшим покращенням безвізового режиму за період 2006–2016 років.
Що стосується кількості країн, власники яких можуть відвідувати безвізно, паспорт Емірату є одним із п’яти паспортів з найбільш покращеним рейтингом у світі з 2006 року. У 2018 році паспорт Емірату став найбільшим індивідуальним альпіністом у паспортному індексі Хенлі за останнє десятиліття, збільшивши свій світовий рейтинг на 28 місць.
Міністерство закордонних справ та міжнародного співробітництва ОАЕ планує до 2021 року зробити паспорт ОАЕ одним із п'яти найсильніших паспортів у світі. За даними The Passport Index, цієї мети було досягнуто до грудня 2018 року, визначивши паспорт Емірату найсильнішим паспортом у світі з оцінкою безвізу 170.   Однак Henley Passport Index оцінює паспорт Еміратів на 15-ому місці у світі з точки зору свободи подорожей, ґрунтуючись на іншому критерії..